# Czy ktoś mnie kocha w tym domu?
Czy ktoś mnie kocha w tym domu? – polski film obyczajowy z 1992 roku w reżyserii Stanisława Jędryki

## Opis fabuły
Anna Bonar (Małgorzata Pieczyńska) jest znaną śpiewaczką operową, która odnosi sukcesy międzynarodowe. Wraca do domu, aby odbudować więzi ze swoją córką, Agnieszką (Jagoda Stach). Pewnego dnia Agnieszka pozwala matce wyjechać do Wiednia. Anna jedzie wraz z mężem do opery, natomiast Agnieszka zostaje sama w hotelu. Anna otrzymuje informację o chorobie córki i dokonując wyboru, zamierza poświęcić czas córce.

## Obsada aktorska
- Małgorzata Pieczyńska – Anna Bonar
- Jagoda Stach – Agnieszka Bonar
- Tadeusz Huk – ojciec Agnieszki
- Marek Kondrat – Mini, impresario
- Jan Frycz – Jan Burski
- Zbigniew Buczkowski – fotograf
- Janusz Bukowski – psycholog dziecięcy
- Elżbieta Jagielska – garderobianka
- Ewa Sałacka – kobieta na lotnisku Okęcie
- Anna Frankowska – dziennikarka
- Anna Gornostaj – opiekunka Agnieszki